# 木下秀峯
木下秀峯（きのした ひでみね）は、江戸時代中期の地下官人。本姓は豊臣氏。

## 概要
朝廷に仕えた地下官人であり、滝口武者を再興した。『地下家伝』によると、明和5年（1768年）に59歳で滝口に補せられた。安永7年（1778年）2月8日には名前の訓み方を「しげみね」から「ひでみね」へと変えている。

## 官歴
『地下家伝』による。
- 明和5年（1768年）
  - 6月10日 - 滝口
  - 6月13日 - 従六位下、左衛門少志
  - 12月19日 - 少尉に転じる
- 安永4年（1775年）3月13日 - 従六位上
- 安永7年（1778年）
  - 2月8日 - 名前の訓みを「しげみね」から「ひでみね」へと変更
  - 5月19日 - 任安房守
- 天明元年（1781年）6月4日 - 正六位下